# Kursaal (San Sebastian)

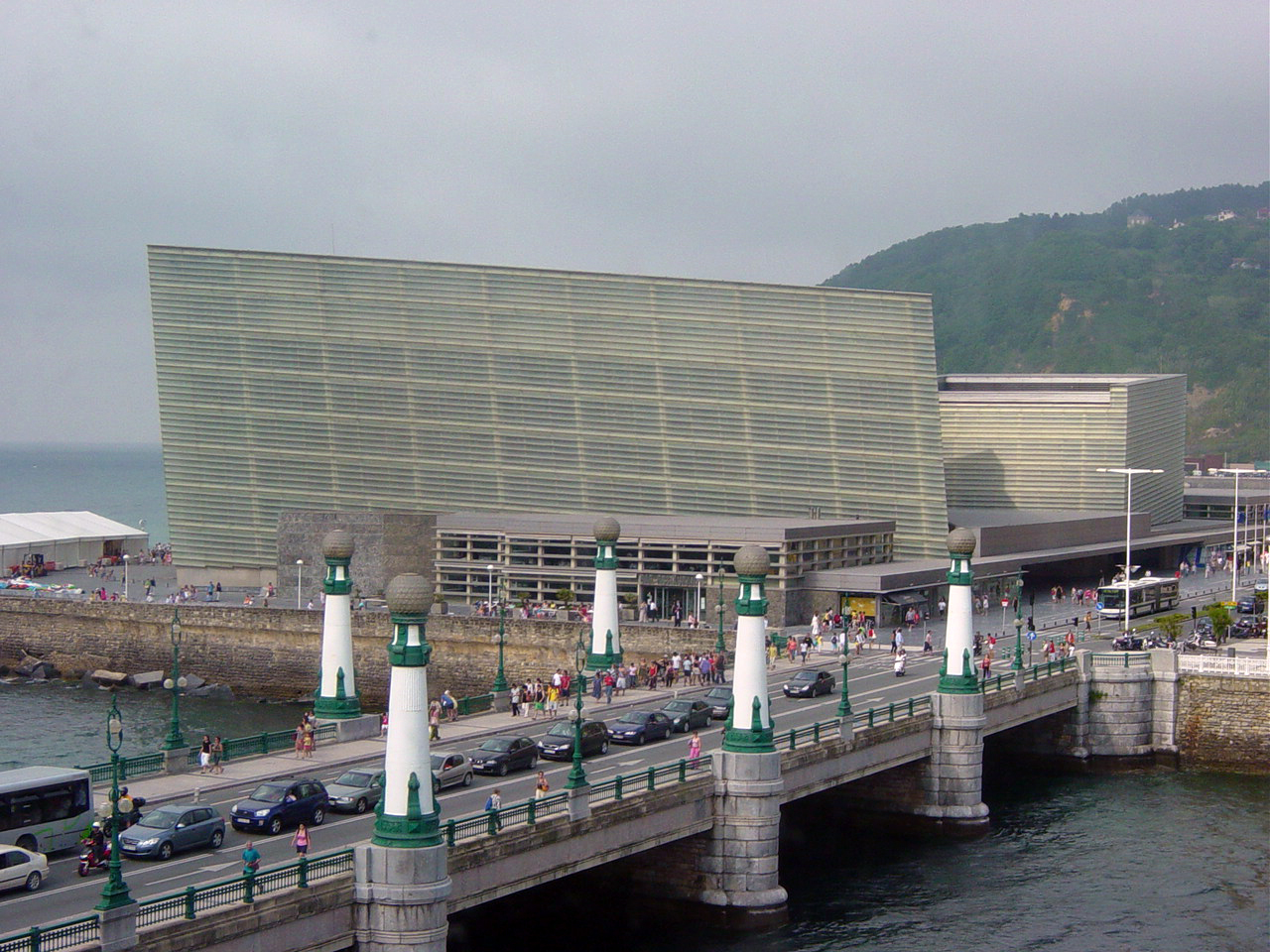
De Kursaal aan de monding van de Urumea met de Puente de Zurriola

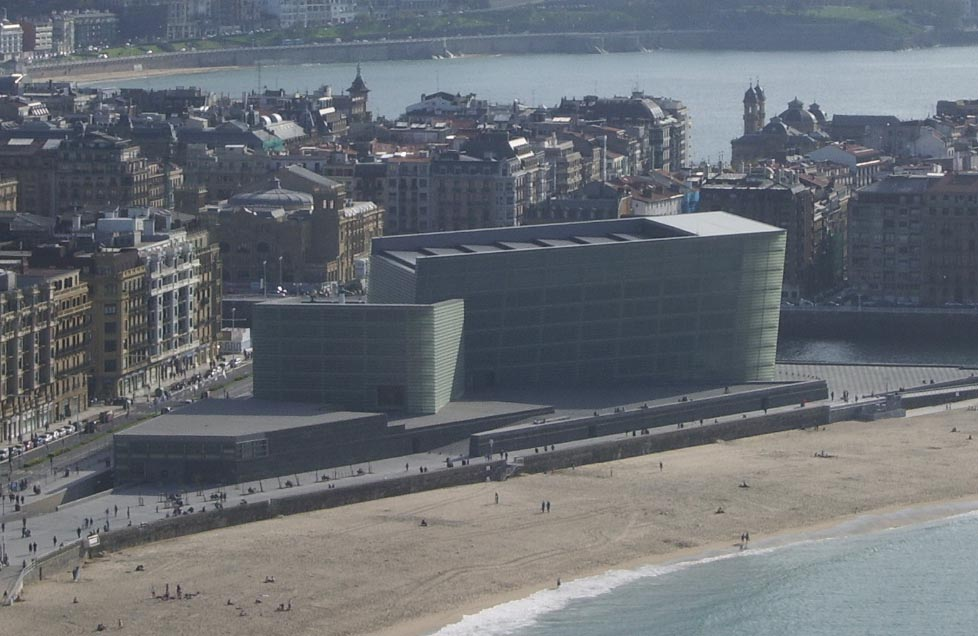
De Kursaal aan het Playa de Zurriola

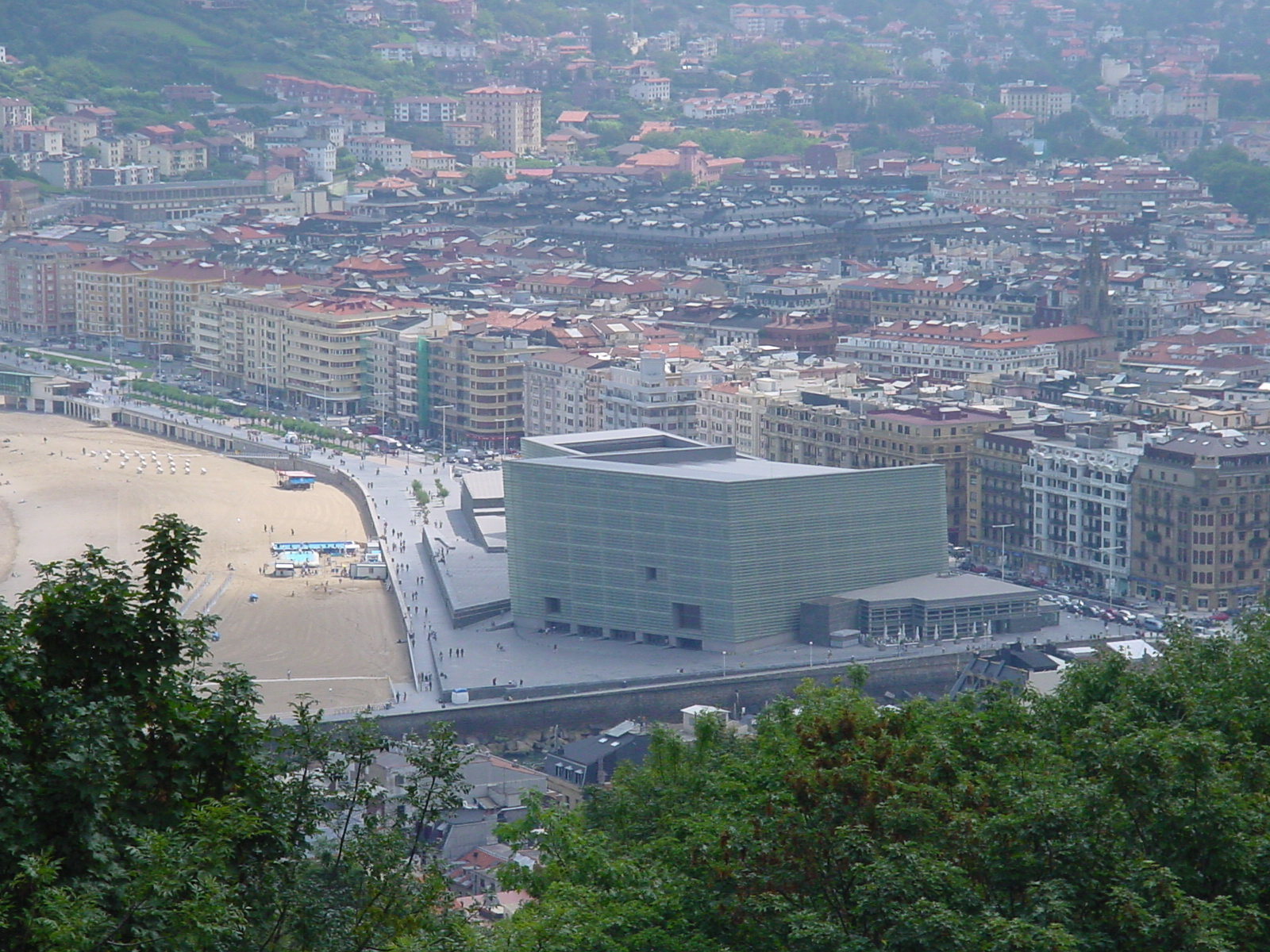
De Kursaal gezien vanaf de heuvel Urgull

Het Congrespaleis en Auditorium Kursaal (Baskisch: Kursaal jauregia; Spaans: Palacio de Congresos y Auditorio Kursaal) is een bouwwerk van architect Rafael Moneo aan de monding van de Urumea in de Spaanse stad Donostia-San Sebastián in de autonome gemeenschap Baskenland. De kursaal is de belangrijkste locatie voor grotere evenementen, zoals het Internationaal filmfestival van San Sebastian en het Jazzfestival van San Sebastian. 

## Geschiedenis
De definitieve bouw startte in 1996. De eerste intenties voor een nieuwe kursaal in de stad dateren al van 1965, met de eerste plannen in 1972. De in 1921 gebouwde Gran Kursaal Marítimo de San Sebastián werd in 1973 afgebroken. De vrije ruimte werd sindsdien aangeduid als solar K. De architectuurwedstrijd werd in 1989 afgerond. Rafael Moneo haalde het van onder meer Mario Botta, Norman Foster en Arata Isozaki. Het gebouw werd op 23 augustus 1999 ingehuldigd door het Euskadi symfonisch orkest met sopraan Ainhoa Arteta Ibarrolaburu tijdens het klassiek muziekfestival Quincena Musical de San Sebastián. Rafael Moneo kreeg voor zijn ontwerp in 2001 de European Union Prize for Contemporary Architecture (Mies van der Rohe Award). 

## Accommodatie
Het groot auditorium biedt plaats aan 1.800 toeschouwers. De Sala de Cámara heeft 600 zitplaatsen en bevindt zich in de kleinere tweede kubus. De Sala Kubo is de meest bekende expositieruimte. Daarnaast bevinden zich in het gebouw nog meerdere polyvalente ruimtes en expositiezalen. De Kursaal is een van de belangrijkste locaties van de grote festivals die in de stad georganiseerd worden, zoals de Quincena Musical de San Sebastián, het Internationaal filmfestival van San Sebastian en het Jazzfestival van San Sebastian.
In de Kursaal bevindt zich het restaurant Ni neu van chef Andoni Luis Aduriz. Deze leerde het vak bij Martín Berasategui toen deze in de Kursaal werkte en in El Bulli als hulpchef bij Ferran Adrià. Hij baat even buiten zijn geboortestad Donostia-San Sebastián ook het tweesterrenrestaurant Mugaritz uit. In de tijd dat Berasategui het restaurant in de Kursaal uitbaatte, werd het door de Michelingids met één ster bekroond. Berasategui heeft in het Baskische dorp Lasarte vlak ten zuiden van Vitoria-Gasteiz overigens nu een eponieme driesterrenzaak.